# Syzygium stocksii
Syzygium stocksii là một loài thực vật thuộc họ Myrtaceae. Đây là loài đặc hữu của Ấn Độ.

## Hình ảnh

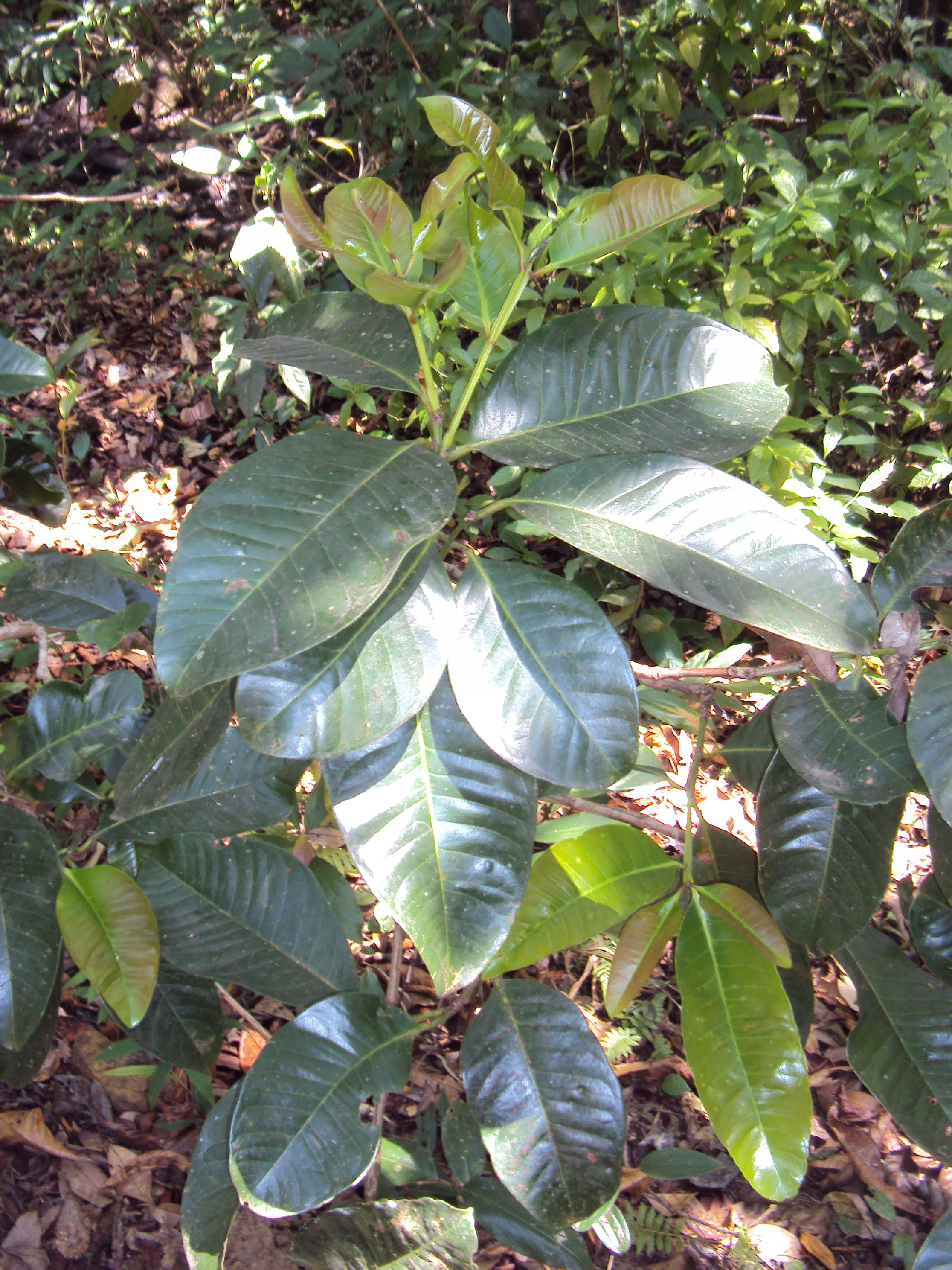
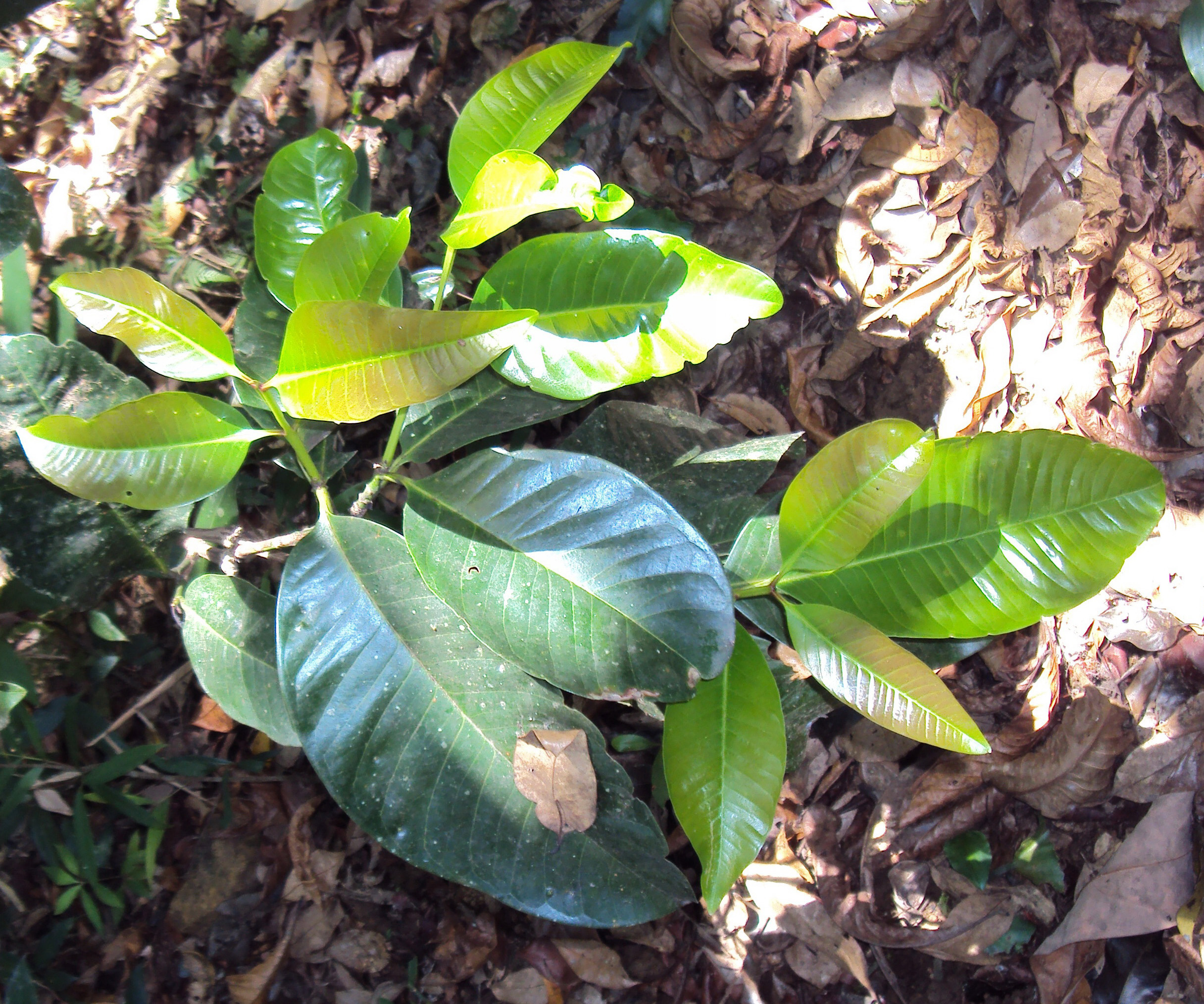
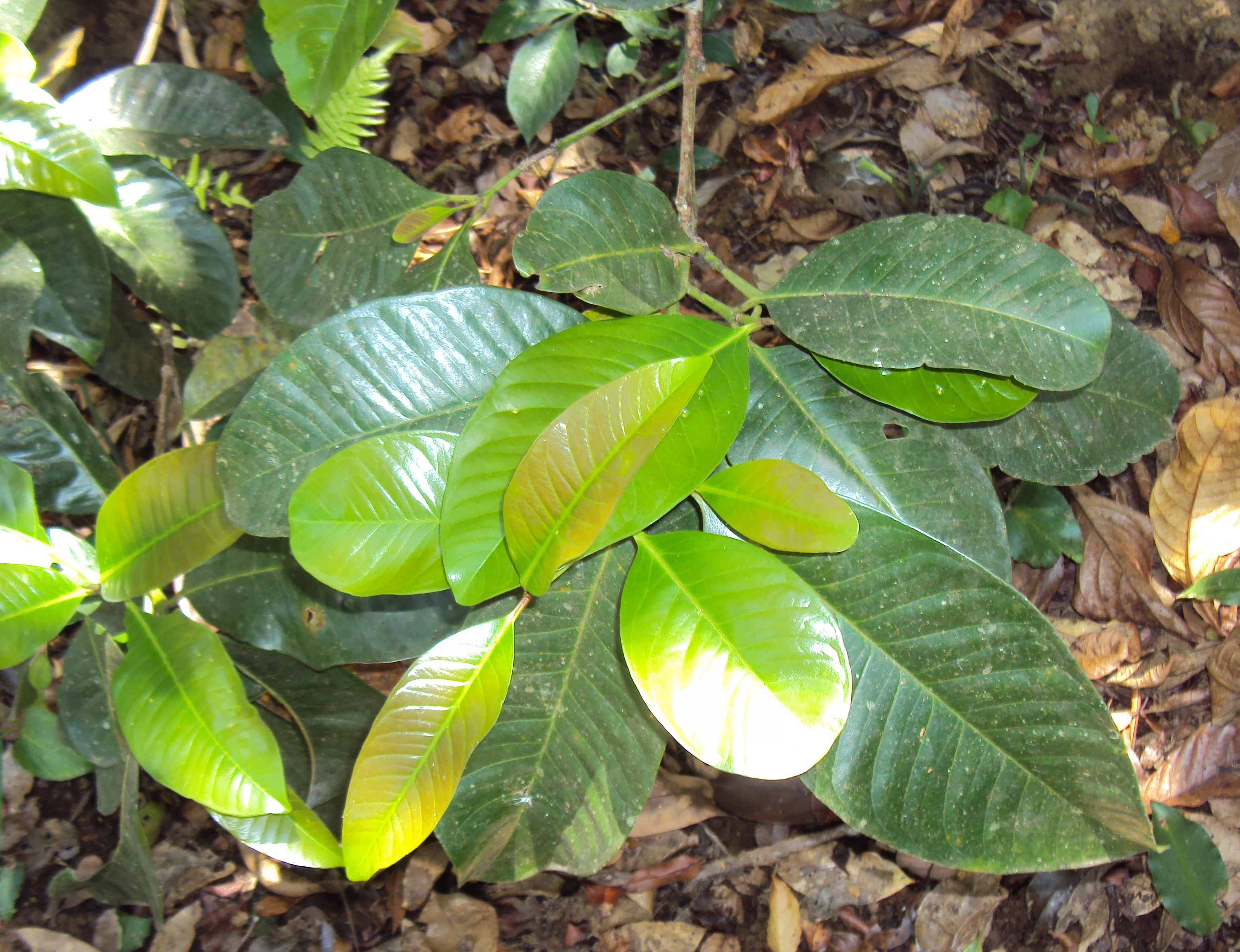
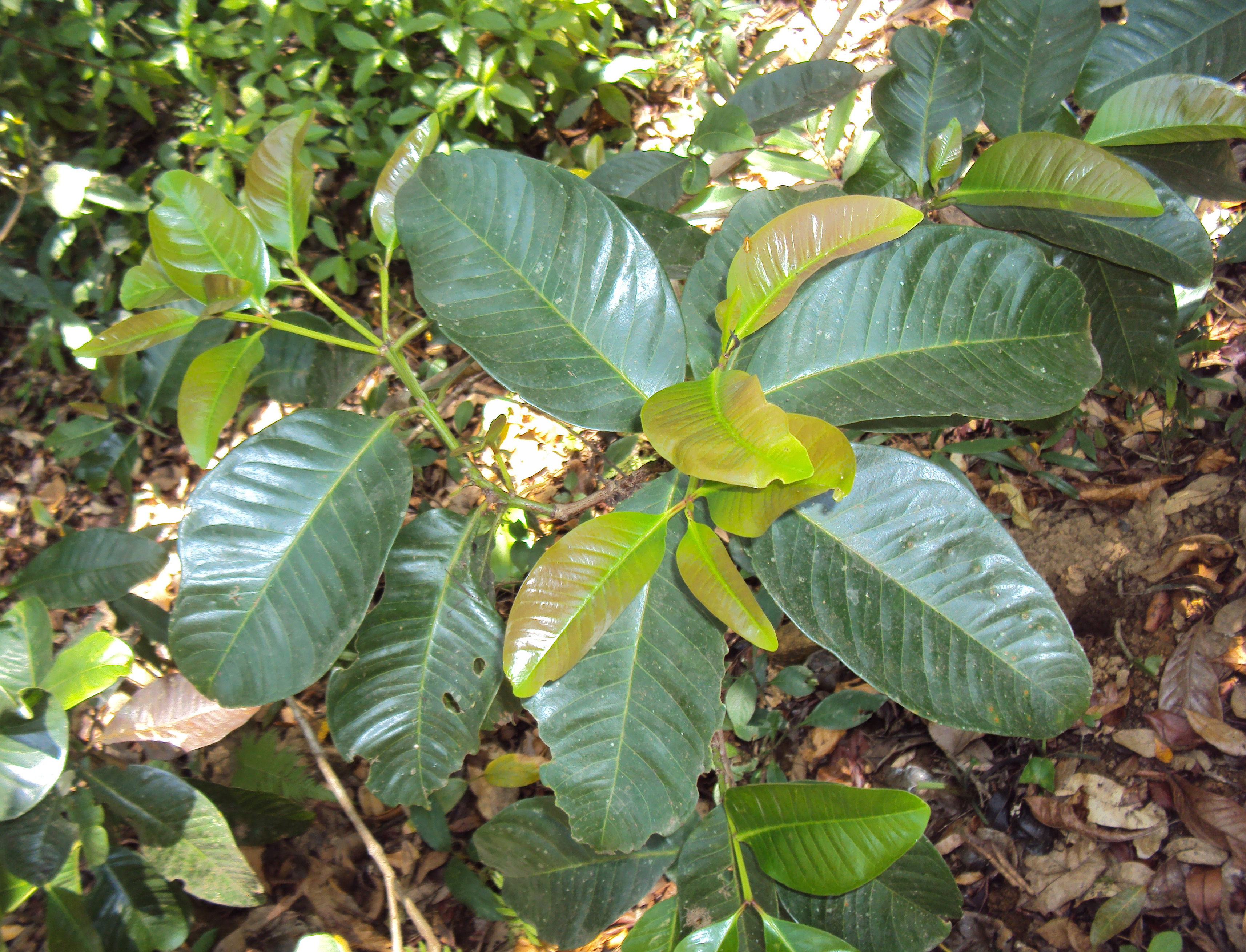